# Sinagoga Nidhe Israel
La Sinagoga Nidhe Israel (en hebreu בית הכנסת נדחי ישראל) és una sinagoga a la ciutat de Bridgetown, la capital de la nació antillana de Barbados. També té la distinció de ser una de les sinagogues més antigues de l'hemisferi occidental, i una propietat de la Barbados National Trust. L'any 2011, la sinagoga i l'excavació Micvé es van designar com a propietats protegides per la UNESCO com a part del Patrimoni de la Humanitat històric de Bridgetown i la zona de Garrison.